# Jacek Pomykała
Jacek Mirosław Pomykała (ur. w 1958) – polski matematyk, doktor habilitowany nauk matematycznych. Specjalizuje się w teorii liczb oraz kryptografii. Profesor nadzwyczajny w Instytucie Matematyki Wydziału Matematyki, Informatyki i Mechaniki Uniwersytetu Warszawskiego (Zakład Algebry i Teorii Liczb). 

## Życiorys
Studia matematyczne ukończył na Uniwersytecie Warszawskim. Habilitował się w Instytucie Matematycznym PAN w 1997 na podstawie oceny dorobku naukowego i rozprawy pt. Rzędy i rozmieszczenie zer L-funkcji Hecke. Członek Polskiego Towarzystwa Matematycznego. Poza UW wykładał także w Wyższej Szkole Menedżerskiej w Warszawie.
Współautor podręcznika pt. Systemy informacyjne. Modelowanie i wybrane techniki kryptograficzne (wraz z Januszem Pomykałą, wyd. Mikom, Warszawa 1999, ISBN 83-7158-215-3) oraz współredaktor (wraz z B. Hołystem) książki Metody biometryczne i kryptograficzne w zintegrowanych systemach bezpieczeństwa (Wydawnictwo Wyższej Szkoły Menedżerskiej, Warszawa 2011, ISBN 978-83-01-17890-1) oraz Nowe techniki badań kryminalistycznych a bezpieczeństwo informacji (współredaktor wraz z B. Hołystem i P. Potejko, Wydawnictwo Naukowe PWN, Warszawa 2014, ISBN 978-83-01-17890-1). 
Swoje prace publikował w takich czasopismach jak m.in. „Acta Arithmetica”, „Fundamenta Informaticae”, „Journal of Telecommunications and Information Technology”, „Colloquium Mathematicae”, „Mathematische Zeitschrift” oraz „Control And Cybernetics”.